# Code Monkeys
Code Monkeys è una serie televisiva animata statunitense del 2007, creata, diretta e sceneggiata interamente da Adam de la Peña.
Ambientata negli anni '80, la serie segue le avventure della fittizia società di videogiochi GameaVision.
La serie è stata trasmessa per la prima volta negli Stati Uniti su G4 dall'11 luglio 2007 al 17 agosto 2008, per un totale di 26 episodi ripartiti su due stagioni. In Italia la serie è stata trasmessa su All Music dal 1º ottobre 2008.

## Trama
La serie ruota attorno alla fittizia società di videogiochi GameaVision e ai suoi eccentrici dipendenti, principalmente Dave e il suo amico Jerry. L'intera serie si svolge a Silicon Valley a Sunnyvale, in California, negli anni '80.

## Episodi
| Stagione         | Episodi | Prima TV USA | Prima TV Italia |
| ---------------- | ------- | ------------ | --------------- |
| Prima stagione   | 13      | 2007         | 2008            |
| Seconda stagione | 13      | 2008         | inedita         |

## Personaggi e doppiatori
- Dave (stagioni 1-2), voce originale di Adam de la Peña, italiana di Davide Albano.
- Jerry (stagioni 1-2), voce originale di Matt Mariska, italiana di Renato Novara.
- Bob "Big" T. Larrity (stagioni 1-2), voce originale di Andy Sipes, italiana di Mario Zucca.
- Dean Larrity (stagioni 1-2), voce originale di Andy Sipes, italiana di Alessandro Messina.
- Todd (stagioni 1-2), voce originale di Dana Snyder, italiana di Claudio Ridolfo.
- Black Steve (stagioni 1-2), voce originale di Tony Strickland, italiana di Valerio Minora.
- Mary (stagioni 1-2), voce originale di Gretchen McNeil, italiana di Stefania De Peppe.
- Clare (stagioni 1-2), voce originale di Suzanne Keilly.
- Clarence (stagioni 1-2), voce originale di Lionel Tubbins, italiana di Davide Garbolino.

## Produzione
Mentre lavorava all'episodio pilota di Minoriteam, Adam de la Peña ha iniziato a scrivere una sceneggiatura per quello che sarebbe diventato Code Monkeys. Il titolo originale della serie era Dave And Jerry VS The World, tuttavia il nome è stato cambiato in Code Monkeys dopo aver ricevuto i diritti per utilizzare l'omonima canzone di Jonathan Coulton. Dopo aver effettuato un test di animazione di sette minuti, Adam de la Peña ha iniziato a cercare una rete che potesse acquistare la sua serie per trasmetterla. Successivamente si è accordato con G4, pensando che la rete capisse meglio le premesse di Code Monkeys. G4 gli ha permesso di produrre un episodio pilota completo, ordinando quindi una stagione composta da 13 episodi e successivamente rinnovandola per una seconda stagione.
Diversi mesi prima dell'inizio della messa in onda di Code Monkeys, G4 ha lanciato una campagna pubblicitaria per la serie, in cui GameaVision è stata presentata come una vera società di videogiochi. Durante questa campagna sono stati presentati diversi giochi fittizi come Crosswalk, Barfight, Sir Eats-A-Lot e Floating Space Rocks. In quel periodo, G4 ha creato un sito web per GameaVision, contenente due giochi giocabili: 2 Card Monte, che non può essere vinto; e Hangman, inteso ad insultare il giocatore.